# Герб Белгорода
Герб Белгорода — официальный символ Белгорода, утверждён постановлением Главы Администрации № 1416 от августа 1994, с изменениями согласно решениям горсовета № 278 от 18 июня 1999 (положение) и № 303 от 22 июля 1999 (изображение). Это был один из первых утверждённых гербов среди российских городов. Герб разработан комиссией по геральдике при главе администрации области и соответствует историческому гербу Белгорода 1893 года. Автор герба — В. В. Аксёнов.
Современный герб города Белгорода воссоздаёт историческую преемственность герба города Белгорода, утверждённого 21 июля 1893 года (с последующими изменениями) на основе знамённой эмблемы 1712 года Белгородского пехотного полка, проявившего доблесть в Полтавской битве.

## Описание и обоснование символики
Геральдическое описание (блазон) гласит:
В лазоревом (голубом, синем) поле восстающий золотой (жёлтый) лев с червлёным (красным) языком и серебряными (белыми) глазами, зубами и когтями; над ним взлетающий вправо с распростёртыми крыльями серебряный (белый) орёл с золотыми (жёлтыми) глазами, языком, клювом, когтями и лапами
Современный герб города Белгорода создан на основе знаменной эмблемы 1712 г. Белгородского пехотного полка, проявившего доблесть в Полтавской битве. 

## История
В России, начиная с XVIII века, городские и областные гербы присваивались наиболее важным и главным городам законодательно. В них отражены очень важные для историка особенности, присущие тому или иному городу: хозяйство и экономика, занятия населения, место города в государственно-административной системе, местные легенды и реальные исторические события. Среди городов, получивших гербы в XVIII–XIX веках, — Белгород, Старый Оскол, Короча, Валуйки, Бирюч. Факт присвоения гербов периферийным уездным городам южной России значителен сам по себе: он свидетельствует о важности этих территорий для государства. В начале XVI–XVII веков эти земли были пограничными и прикрывали центр России от набегов татар. Города в этих землях были, прежде всего, порубежными крепостями, а мужское население составляло их гарнизон.

### Знамя Белгородского пехотного полка
История создания герба Белгорода начинается со времени формирования в 1658 году Белгородского полка для защиты южных рубежей Руси. Тогда полк ещё не имел официально утверждённой эмблемы.
В 1712 году Пётр I издаёт указ о введении знамён для полков с территориальными гербами, отражавшими их наименование: Белгородский, Черниговский, Смоленский и др. Руководством для создания гербов, сначала полковых, а впоследствии и городских, в то время служила книга «Символы и эмблемата», привезённая в 1705 году в Россию из Амстердама. Прототипом для герба Белгородского полка стали эмблемы, изображающие бегущего льва, а над ним — петуха (№ 336, 410). Но петух был заменён орлом. Объяснить выбор именно этой эмблемы из более 800 номеров, помещённых в упомянутой книге можно, двумя моментами:
- Славным прошлым Белгородского полка, особенно отличившегося в Полтавской битве; орёл — символ России, а парит он над убегающим львом — символом Швеции.
- Определённую роль сыграли и девизы: «Приключаю к сильнейшему трясение», «Приехал, видел и победил» (В дальнейшем были сделаны более точные переводы: «Дрожит даже наихрабрейший», «Пришёл, увидел, победил»).

Эта эмблема стала с 1712 года гербом Белгородского полка.

### Герб губернского города
В конце первой четверти XVIII в. символика эмблем несколько меняется. Первый герб Белгорода, утверждённый Сенатом в 1730 году, оставаясь по содержанию идентичным гербу полка, имеет некоторое отличие — лев лежит:

лев лежащий, жёлтый, а над ним орёл чёрный одноглавый, под ним земля зелёная, поле синее
Эмблема меняется в связи с новыми канонами геральдической символики: лев — сила, храбрость; орёл — власть, прозорливость; зелёное поле — надежда и изобилие; синее небо — красота, величие. Новая спокойная поза льва объясняется тем, что лев обозначает могущество, но не является символом Швеции, утратившей политический вес в Европе. Данный герб в своём содержании указывал на широкое экономическое освоение края и отмечал ратные заслуги горожан.

### Герб уездного города
В 1779 году Белгород переводят в статус уездного города (в 1727–1779 годах — губернский город) Курского наместничества, и, следовательно, герб должен был отразить это изменение — в верхней части обычно помещали герб губернии. Однако герб города остался прежний.
В дальнейшем на протяжении почти полутора столетий герб не менялся.

### Герб Кёне
К 1893 г. герб города Белгорода в связи с празднованием 300-летия города (тогда датой основания считали 1593 год) и нововведениями в геральдике (геральдическая реформа Бернгарда Кёне) претерпевает изменения.

### Советское время
После Октябрьской революции встал вопрос о городских гербах, так как многие из них содержали монархическую и религиозную символику. Герб Белгорода не был исключением. Попытки создать новые городские гербы в 1920-х годы не увенчались успехом.
С 1960-годов вновь появился интерес к городской геральдике. Во время подготовки к празднованию 25-летия освобождения Белгорода от немецко-фашистских захватчиков, в феврале 1968 году исполком Белгородского городского Совета объявил конкурс на разработку герба. В нём приняли участие 23 автора, которые представили на городскую выставку в 1970 году 52 эскиза. Лучшим оказался эскиз, предложенный членом архитектурной секции областного отделения Общества охраны памятников истории и культуры, художником-архитектором А. И. Гребенюком. В конкурсном эскизе этого герба сохранились элементы из прежних вариантов (1780 и 1893 годов) гербов Белгорода.

### Новое время
В 1994 году постановлением Главы Администрации города Белгорода от 9 августа 1994 года (№ 1416) утверждён герб Белгорода по историческому образцу.
Герб с рисунком художника В. В. Аксёнова утверждался также Постановлением Главы администрации города Белгорода № 1759 от 24 ноября 1998 года:
В лазоревом поле восстающий золотой желтый лев с червлёным языком и серебряными глазами, зубами и когтями; над ним взлетающий вправо с распростёртыми крыльями серебряный орёл с золотыми глазами, языком, клювом, когтями и лапами